# 宝华镇 (红河县)
宝华镇，是中华人民共和国云南省红河哈尼族彝族自治州红河县下辖的一个乡镇级行政单位。
2015年10月27日，云南省人民政府批复同意撤销宝华乡，设立宝华镇。

## 行政区划
宝华镇下辖以下地区：
宝华村、安庆村、朝阳村、嘎他村、俄垤村和期垤村。